# Veit von Fraunberg
Veit von Fraunberg, auch Vitus und von Regensburg († 21. Januar 1567 auf Schloss Wörth an der Donau) war 49. Bischof von Regensburg und Fürstbischof des Hochstiftes Regensburg von 1563 bis 1567.
Veit von Fraunberg stammte aus dem bayerischen Adelsgeschlecht der von Fraunberg. Er war außerdem der Schwager von Wiguleus Hund. Veit wurde im Jahr 1563 zum Bischof erwählt in dem auch das Konzil von Trient zu Ende gegangen war. Die Umsetzung und Auswirkungen des Konzils blieben noch vorrangiges Thema seines Nachfolgers David Kölderer von Burgstall. Es sah unter anderem die Stärkung der Position des Bischofs gegenüber dem Domkapitel vor, so dass die Domkapitulare den Veränderungen oft ablehnend gegenüberstanden. Nach der Teilnahme am Reichstag zu Augsburg 1566 erkrankte der Bischof und starb im Jahr darauf. Sein Epitaph zeigt ihn in prunkvoller Amtstracht und den bischöflichen Insignien.